# Ianthopappus
Ianthopappus es una planta herbácea de la familia de las asteráceas.  Su única especie: Ianthopappus corymbosus, es originaria de Sudamérica, donde se encuentra en Brasil en Rio Grande do Sul.

## Taxonomía
Ianthopappus corymbosus fue descrita por (Less.) Roque & D.J.N.Hind y publicado en Novon 11(1): 97. 2001.
Sinonimia
- Actinoseris corymbosa (Less.) Cabrera
- Gochnatia corymbosa Less.	basónimo
- Onoseris corymbosa (Less.) Benth. & Hook.f.[3]